# Tumleberg
Tumleberg är en småort i Essunga socken och Vara socken i Vara kommun.

## Historia
Tumleberg är en gammal järnvägsknut där Västgötabanan från Göteborg delade sig i två grenar, den ena till Vara och vidare till Skara och den andra till Håkantorp och vidare till Lidköping. Stationen fick sitt namn efter den 2 kilometer längre bort belägna herrgården, vars ägor den dock inte är byggd på.
Järnvägsstationen uppfördes runt år 1900, och kring den växte snart ett stationssamhälle fram. Förutom stationshus med tillhörande järnvägshotell fanns det under förra seklets första årtionden bland annat en postanstalt, en telefonstation, tre lanthandlare, manufakturaffär, ett slakteri, charkuteri, fiskhandlare, två mejerier, ett konditori och bageri, två spannmålshandlare, två taxistationer, ett lastbilsåkeri, en smedja, flaskhylsfabrik, skräddare, skomakare, smed, borstbindare, ett snickeri, en elektrisk kvarn, ett missionshus och ett församlingshem. Efter 1915 hade Tumleberg en lantbruksskola och efter 1916 en kvinnlig lanthushållsskola och folkhögskola.:7-13 1920 flyttade båda kvinnliga skolor till Vara och blev Vara folkhögskola.:12-13
Järnvägen mot Håkantorp-Lidköping lades ner 1953. När järnvägsstationen och posten lades ned 1963 avtog kommersen. Lanthandeln fanns dock kvar ända in på 1980-talet och kvarnen var aktiv fram till mitten av 1990-talet.
I dag finns varken järnväg eller stationshus kvar, men på den delvis igenvuxna bangården kan man fortfarande se resterna av lastkajen och stenfundamentet för lokomotivens vändskiva där det dåvarande lokstallet låg.
När Essunga kommun 1983 bröts åter ur Vara kommun så fortsatte samhället Tumleberg att i sin helhet tillhöra Vara kommun – före 1974 hade kommungränsen skurit genom orten.